# Kikuko Tokugawa
Takamatsu-no-Miya-hi Kikuko (jap. 高松宮妃喜久子 Takamatsu-no-miya-hi Kikuko ; lub 宣仁親王妃喜久子, Nobuhito Shinnō-hi Kikuko; ur. 26 grudnia 1911 w Tokio, zm. 18 grudnia 2004 tamże) – księżna Japonii.
Pochodziła z rodu Tokugawa. Była wnuczką ostatniego sioguna Yoshinobu Tokugawy, drugą córką Yoshihisy Tokugawy.
4 lutego 1930 w Tokio poślubiła młodszego brata cesarza Hirohito – księcia Takamatsu. Para nie miała dzieci.
Księżna Kikuko została odznaczona Wielką Wstęgą Orderu Drogocennej Korony, Orderem Świętego Skarbu oraz hiszpańskim Orderem Królowej Marii Luizy.